# United States Cyber Command

United States Cyber Command.

United States Cyber Command (USCYBERCOM) är ett amerikanskt försvarsgrensövergripande militärkommando med ansvar för cyberkrigföring.
USCYBERCOM har sitt högkvarter i Fort Meade i Maryland och dess främsta funktion är att koordinera dels försvaret av den amerikanska militärens datornätverk, dels att organisera redan tillgängliga resurser samt att leda operationer i cyberspace. Från att ha varit underställt United States Strategic Command blev det efter beslut av USA:s president Donald Trump upphöjt i augusti 2017 till samma organisationsnivå, dvs ett försvarsgrensövergripande kommando med funktionellt icke-geografiskt ansvar som står direkt under USA:s försvarsminister.
Befälhavaren för USCYBERCOM är även samtidigt chef för National Security Agency.

## Bakgrund
USA:s flygvapen hade redan 2006 intentionen att skapa ett så kallat cyber command, och samma år skapades även ett provisoriskt förband vid namn Air Force Cyber Command. Det blev inte särskilt långlivat, då det 2008 uppgavs att förbandet inte skulle bli permanent, och istället fördes dess uppgifter över till Air Force Space Command.
23 juni 2009 fick United States Strategic Command i uppgift att samordna flera stycken redan existerande förband. I maj 2010 blev general Keith B. Alexander befordrad till en av 38 fyrstjärniga generaler och utnämnd till befälhavare av USCYBERCOM, som blev fullt funktionellt i oktober samma år.
Då befälhavaren för USCYBERCOM och NSA är samma person, avgick Alexander och hans vicebefälhavare John C. Inglis i oktober 2013 från NSA och i mars 2014 från USCYBERCOM, som en följd av Edward Snowdens avslöjanden om spioneri. Amiral Michael S. Rogers utnämndes 3 april 2014 till hans efterträdare.